# Iglesia de Santa María la Mayor (Daimiel)
La iglesia parroquial de Santa María la Mayor es el edificio más antiguo de Daimiel, provincia de Ciudad Real (España). Su origen se remonta al siglo XIV, si bien la fachada sur es del siglo XV y la torre del XVI. Las Relaciones Topográficas de Felipe II dicen de ella:

Una iglesia grande de tres naves de bóveda de muy buen edificio que la advocación della es de la Asunción de Nuestra Sañora Sancta María, que con esta parrochia ha estado muchos años en este pueblo.

Su estructura es la típica de los templos góticos, si bien se ha sido muy desfigurada por sucesivas restauraciones. Es en la parte norte donde se conservan la mayor parte de los vestigios de esta época, de los que cabe destacar sus elevados contrafuertes acabados en agujas, así como la puerta de la Umbría, constituida por un arco ojival y dos sencillos capiteles con adorno vegetal. La otra puerta original tiene cuatro columnas, con capiteles decorados con hojas y frutos. Se encuentra cegada desde tiempos de la construcción del coro, y actualmente se encuentra muy deteriorada. La otra puerta, que hoy es la principal, se llama del Sol y está constituida por un arco acortinado, protegido por un pórtico soportado sobre dos columnas que sostienen la galería que oculta la fachada original de la iglesia.

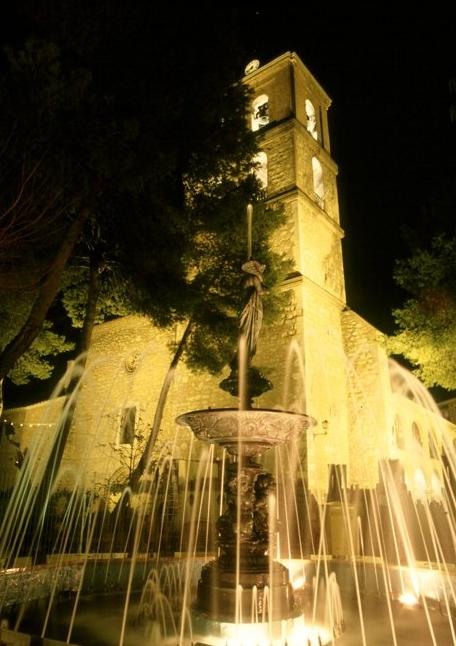
Parroquia de Santa María la Mayor de Daimiel. En primer plano fuente de "La Manola", en el Parterre.

El interior de la iglesia está dividido en tres naves que son sostenidas por cuatro pilares. Sobre estos se adosan columnas que sostienen arcos torales y formeros. Sus capiteles parecen representar signos ocultos, e incluso algunos estudios los vinculan con la orden del temple. Los más representativos son los del conejo, la sirena, el rostro inmutable y la serpiente.
La torre es muy posterior a la construcción original del templo, y está formada por varios cuerpos muy bien diferenciados. La consagración de las primeras campanas se efectuó el 4 de agosto de 1620, y en el 1816 la torre sufrió graves daños por causa de una tormenta y fue reedificada en 1818.
Sus retablos y el altar original se perdieron en el año 1936 durante la guerra civil. Actualmente se conserva en su interior la imagen del Stmo. Cristo de la Expiración, que logró salvarse de la barbarie de la guerra, y que se atribuye a la escuela de Alonso Cano.
En el coro bajo de la iglesia existe una lápida en la que se dio sepultura 1825 a Joaquín Ibáñez Cuevas, barón de Eroles, héroe de la guerra de la independencia, y que falleció a su paso por Daimiel el 22 de agosto de 1825.
Fue declarada bien de interés cultural con categoría de monumento el 28 de septiembre de 1989.